# Planète Némo
Planète Némo ist ein französischer Sprachkurs in Form einer 10-teiligen Fernsehserie, der 1998 vom SWF für das Schulfernsehen produziert wurde,  Science-Fiction-Elemente aufweist und sich an Jugendliche ab der fünften Klasse der Sekundarstufe I richtet.

## Figuren
- Chloé und Arnaud sind zwei französische Jugendliche, die sich in ihrem Ruderboot im Nebel verirren und die Bewohner von Némo kennenlernen, die unterirdisch in einer Höhle leben.
- Professeur Pi betätigt sich als Wissenschaftler und ist leicht verwirrt.
- Mademoiselle Double-Page arbeitet als Bibliothekarin und verfügt über hellseherische Fähigkeiten.
- Monsieur Lanote erweist sich als etwas aufdringlicher Musiker.
- Madame Gratin ist eine Köchin, die verrückte Einfälle hat.
- ein Fitnessfanatiker möchte durch Sport mittels Zurückdrehen seiner Lebensuhr seine Lebenszeit verlängern.

## Folgen
1. Où est-ce que nous sommes?
2. Allez! Viens! On visite!
3. Je t'attends
4. Quelle heure est-il?
5. Un kilo de sable
6. 19 mars 2009
7. La machine
8. Némoland
9. Le film
10. Salut! On s'en va